# Halton East
Halton East is een civil parish in het bestuurlijke gebied Craven, in het Engelse graafschap North Yorkshire.